# بارتون مايرز
بارتون مايرز (بالإنجليزية: Barton Myers)‏ هو مهندس معماري أمريكي، ولد في 6 نوفمبر 1934.